# Massimo Mutarelli
Massimo Mutarelli (Como, 13 gennaio 1978) è un allenatore di calcio ed ex calciatore italiano, di ruolo centrocampista.
In carriera ha collezionato 134 presenze e 8 reti in Serie A e 206 presenze e 10 reti in Serie B.

## Carriera

### Giocatore

#### Club

##### Atalanta e Genoa
Ha iniziato la propria carriera da professionista da Bergamo nell'Atalanta, squadra che lo ha fatto esordire in Serie A nella stagione 1995-1996, precisamente il 28 aprile 1996 nella partita Atalanta-Lazio 1-3. Dopo due stagioni in nerazzurro, nella sessione estiva del calciomercato del 1997 è stato ceduto al Genoa. Con quest'ultima squadra ha disputato 137 partite in Serie B.

##### Palermo
Il ritorno nella massima divisione arriva nella stagione 2004-2005 con il Palermo che lo aveva acquistato nel calciomercato estivo del 2002; in Serie B aveva segnato 2 volte in 41 gare. Nella squadra siciliana segna 3 gol in due stagioni in Serie A, giocando anche 8 partite nella Coppa UEFA 2005-2006. Il 5 giugno del 2006 firma un accordo quinquennale con la Lazio.

##### Lazio
Nella stagione 2006-2007 ha vestito la maglia della Lazio in 24 incontri realizzato due reti, una alla Roma nel derby d'andata (siglando il 3-0 finale), l'altro contro i campioni d'Italia dell'Inter che hanno la meglio per 4-3.
Nell'agosto del 2007, nella partita di andata del terzo turno preliminare, disputata all'Olimpico di Roma, ha segnato la rete che ha permesso alla Lazio di pareggiare 1-1 contro la Dinamo Bucarest. Mutarelli diviene un elemento prezioso nello scacchiere di Delio Rossi.
Nella stagione successiva non riesce a ripetersi con lo stesso rendimento, anche a causa di diversi infortuni. Totalizza comunque 24 presenze in campionato.

###### Rescissione del contratto
Nella stagione 2008-2009 rimane alla Lazio, ma viene messo fuori rosa dall'allenatore Delio Rossi. Minaccia quindi di agire per vie legali, ma il contenzioso resta irrisolto e il giocatore, anche dopo la chiusura del calciomercato (1º settembre 2008), rimane a tutti gli effetti un giocatore della Lazio, anche se impossibilitato ad allenarsi con la prima squadra. Il 7 settembre 2008 viene nuovamente aggregato alla prima squadra, ma il giocatore chiede la rescissione del contratto.
Successivamente, il 19 luglio 2010, il Presidente laziale Claudio Lotito viene deferito dalla Procura federale.

##### Bologna
Lasciata la Lazio, inizia ad allenarsi ai primi di dicembre del 2008 con il Bologna in attesa del tesseramento avvenuto il 21 gennaio 2009, dopo l'espressione in suo favore della Lega che lo ha considerato svincolato.
Esordisce con la maglia rossoblu il 28 febbraio 2009 in Lazio-Bologna (2-0), proprio contro la sua ex squadra.
Nella stagione 2009-2010, dopo aver giocato le prime 5 giornate di campionato, nella partita contro il Livorno del 23 settembre 2009 si rompe il legamento crociato del ginocchio, restando fuori dal campo per sette mesi e rientrando il 2 maggio 2010 in Atalanta-Bologna (1-1) valevole per la 36ª giornata. Alla fine della stagione successiva 2010-2011 scade il contratto con il Bologna e rimane senza squadra.

##### Ritorno all'Atalanta
Il 23 marzo 2012, dopo tre giorni di prova, firma un contratto fino a giugno con l'Atalanta. Per Mutarelli si tratta di un ritorno, a distanza di quattordici anni, nella squadra in cui è cresciuto e con cui ha esordito in Serie A. Esordisce in stagione l'11 aprile 2012, nella 32ª giornata di campionato, subentrando al 77' a Riccardo Cazzola in Napoli-Atalanta (1-3). Rimarrà quella la sua unica apparizione stagionale, e a fine stagione si ritira.

#### Nazionale
Con la Nazionale di calcio dell'Italia Under-19 ha partecipato all'edizione degli Europei di categoria nel 1995 conquistando l'argento, dopo la sconfitta in finale per 4-1 contro i pari età spagnoli.

### Allenatore
Una volta abbandonato il calcio giocato, Mutarelli si prodiga come allenatore, iniziando nelle giovanili dell'Empoli guidando prima la squadra degli Allievi B e successivamente la Primavera. Il 4 agosto 2017 è il vice di Luigi Di Biagio nell’Under-21. Continua ad esserne il vice anche alla SPAL.

## Statistiche

### Presenze e reti nei club
Statistiche aggiornate all'11 aprile 2012.
| Stagione        | Squadra         | Campionato      | Campionato | Campionato | Coppe nazionali | Coppe nazionali | Coppe nazionali | Coppe continentali | Coppe continentali | Coppe continentali | Altre coppe | Altre coppe | Altre coppe | Totale | Totale |
| Stagione        | Squadra         | Comp            | Pres       | Reti       | Comp            | Pres            | Reti            | Comp               | Pres               | Reti               | Comp        | Pres        | Reti        | Pres   | Reti   |
| --------------- | --------------- | --------------- | ---------- | ---------- | --------------- | --------------- | --------------- | ------------------ | ------------------ | ------------------ | ----------- | ----------- | ----------- | ------ | ------ |
| 1995-1996       | Atalanta        | A               | 1          | 0          | CI              | 0               | 0               | -                  | -                  | -                  | -           | -           | -           | 1      | 0      |
| 1996-1997       | Atalanta        | A               | 0          | 0          | CI              | 0               | 0               | -                  | -                  | -                  | -           | -           | -           | 0      | 0      |
| 1997-gen. 1998  | Atalanta        | A               | 4          | 0          | CI              | 2               | 0               | -                  | -                  | -                  | -           | -           | -           | 6      | 0      |
| gen.-giu. 1998  | Genoa           | B               | 12         | 0          | CI              | -               | -               | -                  | -                  | -                  | -           | -           | -           | 12     | 0      |
| 1998-1999       | Genoa           | B               | 30         | 0          | CI              | 3               | 0               | -                  | -                  | -                  | -           | -           | -           | 33     | 0      |
| 1999-2000       | Genoa           | B               | 33         | 3          | CI              | 8               | 2               | -                  | -                  | -                  | -           | -           | -           | 41     | 5      |
| 2000-2001       | Genoa           | B               | 34         | 5          | CI              | 3               | 0               | -                  | -                  | -                  | -           | -           | -           | 37     | 5      |
| 2001-2002       | Genoa           | B               | 29         | 0          | CI              | 5               | 0               | -                  | -                  | -                  | -           | -           | -           | 34     | 0      |
| ago. 2002       | Genoa           | B               | 0          | 0          | CI              | 1               | 1               | -                  | -                  | -                  | -           | -           | -           | 1      | 1      |
| Totale Genoa    | Totale Genoa    | Totale Genoa    | 138        | 8          |                 | 20              | 3               |                    | -                  | -                  |             | -           | -           | 158    | 11     |
| ago. 2002-2003  | Palermo         | B               | 28         | 0          | CI              | 2               | 0               | -                  | -                  | -                  | -           | -           | -           | 30     | 0      |
| 2003-2004       | Palermo         | B               | 41         | 2          | CI              | 3               | 0               | -                  | -                  | -                  | -           | -           | -           | 44     | 2      |
| 2004-2005       | Palermo         | A               | 24         | 1          | CI              | 2               | 0               | -                  | -                  | -                  | -           | -           | -           | 26     | 1      |
| 2005-2006       | Palermo         | A               | 23         | 2          | CI              | 2               | 1               | CU                 | 8                  | 0                  | -           | -           | -           | 33     | 3      |
| Totale Palermo  | Totale Palermo  | Totale Palermo  | 116        | 5          |                 | 9               | 1               |                    | 8                  | 0                  |             | -           | -           | 133    | 6      |
| 2006-2007       | Lazio           | A               | 24         | 2          | CI              | 2               | 0               | -                  | -                  | -                  | -           | -           | -           | 26     | 2      |
| 2007-2008       | Lazio           | A               | 24         | 2          | CI              | 6               | 0               | UCL                | 7                  | 1                  | -           | -           | -           | 37     | 3      |
| 2008-gen. 2009  | Lazio           | A               | 0          | 0          | CI              | 0               | 0               | -                  | -                  | -                  | -           | -           | -           | 0      | 0      |
| Totale Lazio    | Totale Lazio    | Totale Lazio    | 48         | 4          |                 | 8               | 0               |                    | 7                  | 1                  |             | -           | -           | 63     | 5      |
| gen.-giu. 2009  | Bologna         | A               | 11         | 1          | CI              | -               | -               | -                  | -                  | -                  | -           | -           | -           | 11     | 1      |
| 2009-2010       | Bologna         | A               | 7          | 0          | CI              | 1               | 0               | -                  | -                  | -                  | -           | -           | -           | 8      | 0      |
| 2010-2011       | Bologna         | A               | 15         | 0          | CI              | 3               | 0               | -                  | -                  | -                  | -           | -           | -           | 18     | 0      |
| Totale Bologna  | Totale Bologna  | Totale Bologna  | 33         | 1          |                 | 4               | 0               |                    | -                  | -                  |             | -           | -           | 37     | 1      |
| mar.-giu. 2012  | Atalanta        | A               | 1          | 0          | CI              | -               | -               | -                  | -                  | -                  | -           | -           | -           | 1      | 0      |
| Totale Atalanta | Totale Atalanta | Totale Atalanta | 6          | 0          |                 | 2               | 0               |                    | -                  | -                  |             | -           | -           | 8      | 0      |
| Totale carriera | Totale carriera | Totale carriera | 341        | 18         |                 | 43              | 4               |                    | 15                 | 1                  |             | -           | -           | 399    | 23     |

### Cronologia presenze e reti in nazionale
| Cronologia completa delle presenze e delle reti in nazionale ― Italia under 21 | Cronologia completa delle presenze e delle reti in nazionale ― Italia under 21 | Cronologia completa delle presenze e delle reti in nazionale ― Italia under 21 | Cronologia completa delle presenze e delle reti in nazionale ― Italia under 21 | Cronologia completa delle presenze e delle reti in nazionale ― Italia under 21 | Cronologia completa delle presenze e delle reti in nazionale ― Italia under 21 | Cronologia completa delle presenze e delle reti in nazionale ― Italia under 21 | Cronologia completa delle presenze e delle reti in nazionale ― Italia under 21 |
| Data                                                                           | Città                                                                          | In casa                                                                        | Risultato                                                                      | Ospiti                                                                         | Competizione                                                                   | Reti                                                                           | Note                                                                           |
| ------------------------------------------------------------------------------ | ------------------------------------------------------------------------------ | ------------------------------------------------------------------------------ | ------------------------------------------------------------------------------ | ------------------------------------------------------------------------------ | ------------------------------------------------------------------------------ | ------------------------------------------------------------------------------ | ------------------------------------------------------------------------------ |
| 9-10-1998                                                                      | Cremona                                                                        | Italia under 21                                                                | 1 – 0                                                                          | Svizzera under 21                                                              | Qual. Europeo Under-21 2000                                                    | -                                                                              | 63’                                                                            |
| Totale                                                                         |                                                                                | Presenze                                                                       | 1                                                                              |                                                                                | Reti                                                                           | 0                                                                              |                                                                                |

## Palmarès

### Giocatore

#### Club

##### Competizioni giovanili
- Campionato Primavera: 1

Atalanta: 1997-1998
- Trofeo Dossena: 1

Atalanta: 1997

##### Competizioni nazionali
- Campionato italiano di Serie B: 1

Palermo: 2003-2004